# Полейовський Матвій
Матві́й Полейо́вський (пол. Maciej Polejowski; після 1734 — 1806) — львівський скульптор та, можливо, архітектор доби рококо українського походження, мабуть, римо-католик. В історичних документах часом іменується архітектором. Послідовник традицій Пінзеля і Меретина, наймолодший з братів Петра і Яна Полейовських. Автор рококового головного вівтаря Успенського собору Почаївської лаври.

## Життєпис
Народився після 1734 року. Походив зі львівської міщанської родини, члени якої часто згадані в метричних книгах костелу Марії Сніжної Краківського передмістя.
Збігнєв Горнунг стверджував, що на основі листа самого М. Полейовського варто погодитися з тим, що близько 1750-го року він розпочав навчання в майстернях («фабриках») Пінзеля у Бучачі та Городенці, потім в Антона Осинського в Наварії і Годовиці.
1762 року виступав разом із Осинським у судовій справі у Львові. Скоріш за все співпрацював із колективом кваліфікованих виконавців, оскільки часто працював над кількома замовленнями одночасно. Стилістично скульптура Полейовського належить до рококо із певним тяжінням до класицизму. Відомо про доручення 1777 року від львівської міської економії виготовити проєкт реставрації ратуші і перебудови сусідньої Синдиківської кам'яниці. Володів кам'яницею на вулиці Руській, 20 у Львові.
30 червня 1766 уклав угоду, за якою мав виконати різьби для головного вівтаря латинської катедри у Львові («особи, янголи, діти, серафими, консолі, орнаменти, хмарки, фестони тощо»), за що мав отримати 5600 злотих польських, виплачених ратами. 1769 року почав виконувати роботи на замовлення Франциска Салезія Потоцького в Кристинополі; не відомо, чи це стосувалось палацу, костелу бернардинців чи церкви василіян.
1 серпня 1777 року Львівська капітула РКЦ подала позов до суду на нього щодо повернення 192 злотих (з 1238-ми виплачених) для купівлі вина на потреби «фабрики»; війтівський суд задовольнив його. 1778 року виграв позов в Львівської капітули РКЦ щодо квоти 1538 злотих, відтоді не згаданий в записах Львівської катедри.
1781 року уклав контракт (текст невідомий) на виготовлення 6 вівтарів та амвона собору Почаївського монастиря. 1786 року написав 2 листи до ігумена Почаївського монастиря через затримку виплати гонорару за «неякісні роботи», в яких стверджував про безпідставність закидів, попереджував про можливий позов до львівського «Форуму Нобіліуму». Ці аргументи, може, дрібні виправлення за допомогою брата Яна владнали конфлікт. 26 квітня 1790 підписав угоду з Почаївським монастирем щодо нагляду ним за «фабрикою» з оплатою 300 злотих щороку та «ординарією» (натуральна оплата).
Перша дружина — Барбара Хоцімська, друга — Маґдалена. Діти були охрещені в костелі Марії Сніжної, зокрема: Вероніка (1758), Фелікс Петро (1759), Ґертруда (1761), Іґнацій (1764), Казимир Йосиф (1766), Теофіла (1767).
Помер у 1806 році.

### Роботи
Напевне, як і брат Петро, був як скульптором, так і архітектором. Змінив стиль виконання своїх робіт протягом життя.
- Невстановлені роботи для комплексу костелу в Годовиці.
- Головний вівтар із двома статуями Отців Церкви і кам'яні вазони на вежі Латинської катедри у Львові (1765–1770). Співпрацював з Іваном Оброцьким.
- Статуї Марса і Мінерви на портику будинку, що на вулиці Театральній, 10 у Львові (будувався у 1768–1773).
- Статуї восьми вівтарів і музичний хор колегіати у Сандомирі (1770–1773).
- Ескізи для головного вівтаря костелу бернардинців в Опатові (1770–1773).
- Оздоблювальні роботи у палаці Франца Салезія Потоцького у Кристинополі[джерело?].
- Невстановлені роботи у палаці греко-католицьких митрополитів в Уневі (фундований у 1741 р. Атанасієм Шептицьким).[10]
- Робота над вівтарем костелу паулінів у Нижневі-над-Дністром, 1770-ті (не збережений).
- Статуї святих, що оздоблюють стовпи головної нави костелу паулінів у Володаві (1776–1781 або 1783–1786).
- Шість вівтарів (разом з Василем Бернакевичем і Франциском Олендзьким[11]) і амвон василіянської церкви монастиря в Почаєві (1781–1783,[12] головний вівтар втрачений).
- Різьбярські роботи у костелі св. Михайла в Ізяславі.
- Роботи в колегіальному костелі Пресвятої Діви Марії в Станіславові.
- Роботи в костелі єзуїтів у Станиславові (нині собор Святого Воскресіння), втрачені під час адаптації храму під греко-католицький.[13]
- Виготовлення головного вівтаря Миколаївської церкви Крехівського монастиря.
- Роботи для костелу єзуїтів у м. Краснистав (втрачені, збереглось лише розп'яття).[13]
- Роботи для костелу домініканців у Львові.[14]
- На думку Дмитра Крвавича, в 1762—1768 роках виконував роботи з мистецького оздоблення костелу в Наварії, про що писав українським духівникам у Луцьку (був автором головного вівтаря й проповідальниці).[15] Ян К. Островський стверджував, що все вказує на те, що він був автором головного вівтаря й проповідальниці в костелі Наварії, а фігури мав завершити до початку своєї роботи в латинській катедрі Львова.[16] Пйотр Красний і Якуб Сіто припускають, що Петро Полейовський був автором статуї Мойсея (можливо, також святого Івана й Матері Божої) у головному вівтарі, також статуй з амвона. Також він міг бути автором проєкту амвона.[17]

#### Ймовірні роботи
- скульптурне оздоблення будинку свого брата Петра на вулиці Вірменській у Львові (нині будинок № 13)[18].
- оздоблення будинку № 36 (1778–1781); і № 43 (1768 або 1781) на площі Ринок у Львові[19].
- розп'яття в костелі святого Станіслава (Фірлеїв, нині Липівка)[20]
- на думку Ельжбети Бурди, виконав вівтар кафедрального костелу, Кам'янець-Подільський (фундація єпископа Вацлава Героніма Сераковського);[21] однак Анджей Бетлей вважає, що атрибуцію про авторство Матвія Полейовського, поширену в давнішій літературі, варто відкинути.[20]